# Église Saint-Jean-Baptiste de Barneville-la-Bertran
Pour les articles homonymes, voir Église Saint-Jean-Baptiste.
L'église Saint-Jean-Baptiste est une église catholique située à Barneville-la-Bertran, en France. Son clocher est inscrit au titre des Monuments historiques.

## Localisation
L'église est située dans le département français du Calvados, dans le petit bourg de Barneville-la-Bertran.

## Architecture
Le clocher est inscrit au titre des monuments historiques depuis le 17 mai 1933.